# Vila Ludmila (Luhačovice)
Vila Ludmila je secesní a modernistická samostatně stojící vila v Luhačovicích.

## Historie
Vila pochází z počátku 20. století (pravděpodobně roku 1910). Od roku 1992 je památkově chráněna.

## Architektura
Jednopatrová vila na čtvercovém půdorysu je umístěna v zahradě. Omítky na fasádě jsou kombinované – částečně hladké a částečně zrnité. Nápadným prvkem uliční fasády, orientované do náměstí, je vstupní vestibul: jedná se o polygonální dřevěnou konstrukci na kamenné podezdívce s prosklenými stěnami. V přízemí je po každé straně vestibulu trojdílné okno a v omítce vedle oken geometrický reliéf. V patře jsou pak okna tři. Krajní jsou trojdílná, francouzského typu, doplněná balkonem se železným zábradlím. Prostřední okno je dvoudílné a nad ním je umístěn nápis LUDMILA. Lichoběžníkový štít je krytý polygonálním kabřincem s konzolami, po stranách štítu pak je nízká atika zdobená plastickými vpadlinami. Ve štítu je malé okénko se zkosenými rohy. Valbová střecha je usazena na fabionové římse.
K zadní části budovy je připojena novodobá přístavba, původně garáž, později květinářství a zahradnictví.